# Claudio Coldebella
Claudio Coldebella (Castelfranco Veneto, 25 giugno 1968) è un dirigente sportivo, allenatore di pallacanestro ed ex cestista italiano, di ruolo  playmaker.

## Carriera

### Giocatore

#### Club

##### Gli inizi
Claudio Coldebella cresce cestisticamente nelle giovanili del Basket Mestre, con la quale esordisce in Serie A2 nel 1986-87, prima di andare a giocare a Desio nella stagione 1988-89, la sua migliore stagione sportiva in termini di statistiche con 11,8 punti e 2,4 assist.

##### Virtus Bologna

Coldebella (a destra) con il tecnico Ettore Messina nel periodo alla Virtus Bologna

L'anno dopo si trasferisce alla Virtus Bologna: indossa la canotta bianconera per ben 7 stagioni, fino al 1995. Qui conosce tanti amici che gli rimarranno sempre vicini.
Sono annate vincenti, in cui il giovane Coldebella cresce assistito da personaggi mitici delle "V nere": Roberto Brunamonti, Augusto Binelli, Michael Ray Richardson, poi ormai cestisticamente maturo, diventa protagonista nel three-peat, i tre scudetti consecutivi del 1993, 1994 e 1995, stagioni contrassegnate dall'asse Coldebella - Danilović.
Termina la sua avventura in maglia Knorr Bologna e Buckler Bologna con cifre da 9,8 punti, 2,5 rimbalzi e 1,5 assist a gara.
Durante il periodo alla Virtus Bologna, Coldebella matura anche un'esperienza professionistica in America, giocando nel 1991 per i Dayton Wings e vincendo il campionato WBL.
Nel 1994, in occasione della fine del primo tempo di gara-2 delle finali a Pesaro contro la Scavolini, viene squalificato per due giornate per aver offeso il giocatore pesarese George McCloud con un presunto insulto razzista ("Fucking nigger"): la reazione di McCloud, con un presunto colpo proibito, fece finire Coldebella al pronto soccorso e poi sotto osservazione, mentre l'episodio costò due giornate di squalifica al virtussino e tre al pesarese. Pur se le testimonianze in merito rimasero molto controverse, l'episodio macchierà la carriera di Coldebella, il quale non riuscirà a riscattarsi dall'immagine di antisportivo e razzista.

##### In Grecia
Finita l'esperienza con la Virtus, va in Grecia a difendere la maglia dell'AEK Atene, dove rimane fino al 1998, anno in cui subisce l'amarezza della sconfitta in finale di Eurolega per mano proprio dei felsinei, guidati dall'ex compagno Danilović.
Successivamente si trasferisce al PAOK Salonicco, con il quale disputa quattro campionati ellenici vincendo una coppa di Grecia.

##### Il ritorno in Italia
Nel 2002-03 torna in Italia per vestire la maglia dell'Olimpia Milano, sponsorizzata Pippo.
Diventa subito un idolo della tifoseria ed una bandiera della squadra di Milano, anche se, prima dell'arrivo di Armani, le sorti della compagine meneghina non sono felici.
Fornisce ai biancorossi numeri non disprezzabili chiudendo in totale a 5,2 punti, 2,5 rimbalzi e 1,7 assist ad apparizione, ma soprattutto le sue grandi doti di leadership.

#### Nazionale
Durante la sua lunga carriera ha vestito più volte la maglia della nazionale di pallacanestro italiana. Con la squadra azzurra ha vinto l'oro ai Giochi del Mediterraneo del 1993, l'argento ai Goodwill Games di San Pietroburgo e l'argento agli Europei di Barcellona del 1997.
Ha disputato inoltre, sempre in maglia azzurra altri due campionati europei, nel 1993 e nel 1995.

### Dopo il ritiro
Il 30 giugno 2006 è una data storica per Claudio Coldebella: decide infatti, con una conferenza stampa nella sede di via Caltanissetta dell'Olimpia Milano, di ritirarsi dal basket giocato, decidendo di accettare l'offerta di diventare il vice allenatore della squadra, sotto Sasha Djordjevic.
Nel frattempo nasce in lui l'idea di sviluppare una carriera manageriale che lo porta a frequentare corsi di "Sports Managemente&Event Management" alla SDA Bocconi, "Management Events" presso StageUp Sport&Leisure Business (Bologna) e "Management Training Program" di Adecco Group a Milano. Così, nella stagione 2009-2010, diventa general manager della Pepsi Caserta debuttando come dirigente. L'anno seguente passa alla Benetton Treviso, dove ricopre lo stesso ruolo dirigenziale, diventando anche vicepresidente dal marzo 2012. Rimane all'interno del club veneto anche dopo la sua ripartenza dal campionato di Promozione, ottavo livello della pallacanestro maschile italiana: nel frattempo la società ha cambiato denominazione in Treviso Basket ed è tornata a vestire il biancazzurro.
Coldebella è stato direttore generale della Nuova Lega Nazionale Pallacanestro. Il 23 maggio 2016 firma con la Pallacanestro Varese, andando a ricoprire anche in questa occasione il ruolo di diggì.
Nel giugno 2017 è convolato a nozze con Milena. Dall'estate seguente, Coldebella è anche vicepresidente di ASSI manager, associazione dei Manager dello Sport System Italiano nata nel 2016 da un gruppo di accreditati professionisti dello sport business, con l’obiettivo di promuovere la cultura e il riconoscimento della managerialità. L’Associazione è ispirata dai valori legati alla centralità della persona quali trasparenza, competenza, solidarietà, etica professionale, rispetto delle regole e lealtà.
Il 29 giugno 2018, Coldebella rescinde il suo contratto con la Pallacanestro Varese, firmando subito dopo per l'UNICS Kazan' ed entrando così a far parte del direttivo del club russo.
Dal 17 maggio 2023 ricopre il ruolo di general manager della Pallacanestro Reggiana.

## Palmarès
- Campionato italiano: 3

Virtus Bologna: 1992-93, 1993-94, 1994-95
- Coppa Italia: 1

Virtus Bologna: 1990
- Supercoppa italiana: 1

Virtus Bologna: 1995
- Coppa di Grecia: 1

PAOK Salonicco: 1998-99
- Coppa delle Coppe: 1

Virtus Bologna: 1989-90